# Homolagoa
Homolagoa is een geslacht van vlinders van de familie uilen (Noctuidae), uit de onderfamilie Hadeninae.

## Soorten
- H. grotelliformis Barnes & McDunnough, 1912
- H. tritogramma Dyar, 1916